# 安曇野インターチェンジ
安曇野インターチェンジ（あづみのインターチェンジ）は、長野県安曇野市豊科南穂高にある長野自動車道のインターチェンジである。2005年（平成17年）の道路関係四公団民営化後は、当ICを含まない北側が東日本高速道路（NEXCO東日本関東支社）、当ICを含む南側が中日本高速道路（NEXCO中日本東京支社）の管轄となっている。
安曇野BSが併設されている。中央道方面からの安曇野地域および大町、白馬といった北アルプス地域への玄関口である。長野自動車道は当ICから隣の麻績インターチェンジとの間で進路を長野市方向へ向かう。そのため、中央道方面から来た白馬方面などの高速バスは当ICで高速道路を降りる。

## 歴史
- 1988年（昭和63年）8月3日 - 長野自動車道の松本IC - 当IC間の開通に伴い[2][3]、供用開始[1][9]。当初の名称は豊科インターチェンジ[2][3][9]。
- 1993年（平成5年）3月25日 - 当IC - 更埴IC間が開通[10][11]。
- 2012年（平成24年）10月7日 - インターチェンジ名を安曇野インターチェンジに改称[3][4][9][10]。

### 名称変更の過程
開設当初から旧・豊科町に由来して豊科インターチェンジの名で運用されていたが、「安曇野市・豊科地域インターチェンジ名称検討協議会」における協議の結果、2012年（平成24年）10月7日に合併後の自治体名でもあり知名度も高い「安曇野インターチェンジ」に改称した。また、改称には2011年（平成23年）に連続テレビ小説『おひさま』が放送されたことで、舞台となっている安曇野市への来訪者が増加し市名が知られたことも背景にある。
なお、振り仮名は市名同様に「あづみの」となっている。

## 道路
- E19 長野自動車道（5番）

## 接続する路線
- 長野県道57号安曇野インター堀金線[1]
  - 国道19号（間接接続）
  - 国道147号（間接接続）
- 長野県道310号柏矢町田沢停車場線[1]

## 料金所
- ブース数：8

### 入口
- ブース数：3
  - ETC専用：1
  - ETC・一般：1
  - 一般：1

### 出口
- ブース数：5
  - ETC専用：2
  - 一般：3

## 周辺
- 安曇野市役所
- 長野県安曇野庁舎
- 安曇野の里
  - 田淵行男記念館
  - あづみ野ガラス工房
- 東日本旅客鉄道（JR東日本）篠ノ井線 田沢駅
- JR東日本大糸線 豊科駅
- 安曇野警察署
- 豊科郵便局
- 犀川白鳥湖
- 大王わさび農場[14]
- 安曇野赤十字病院
- 長野県立こども病院
- スワンガーデン安曇野
- 安曇野市バス「スワンガーデン前」バス停
  - 豊科駅方面、田沢駅方面
- あずみ野インターパーク

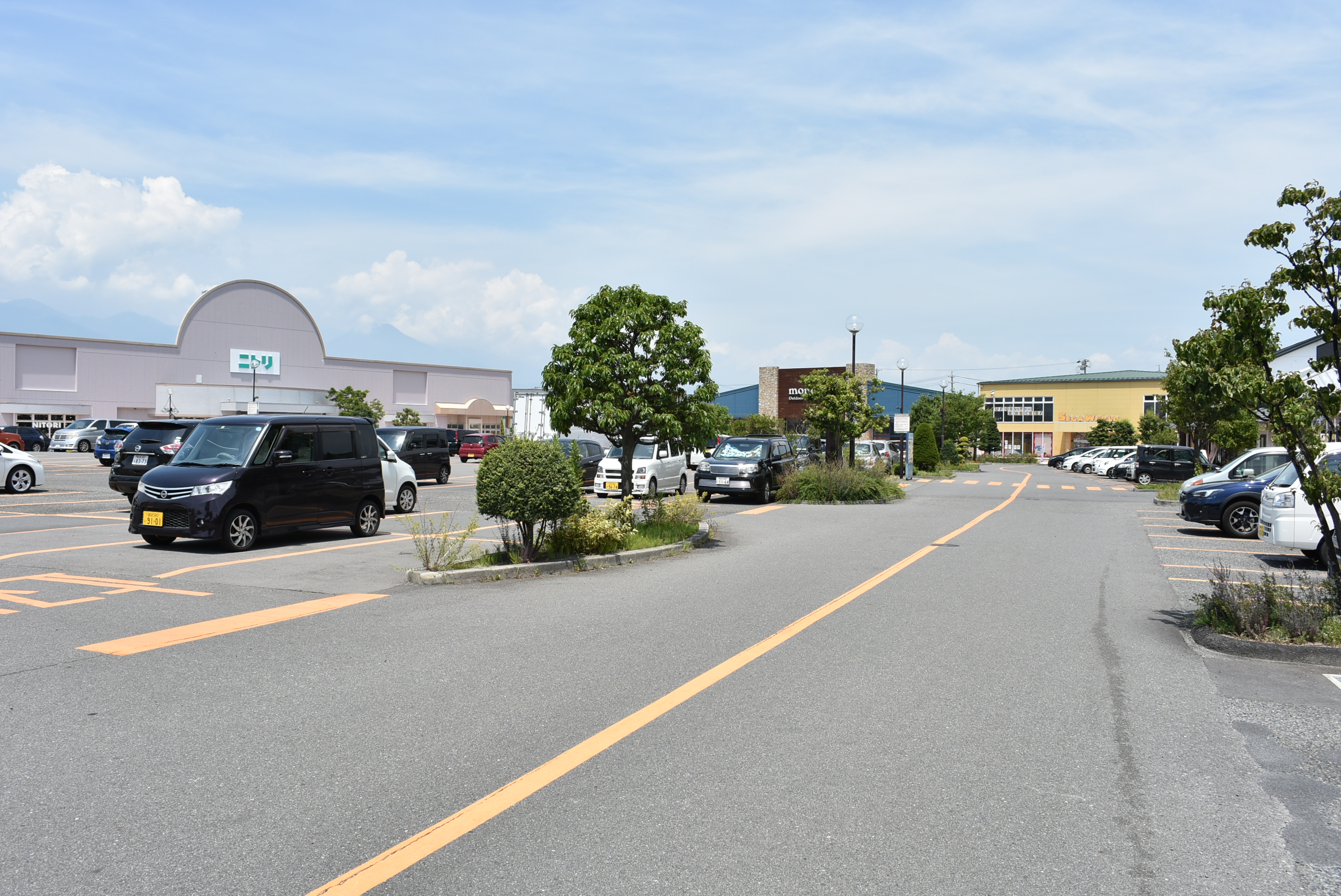
スワンガーデン安曇野（2018年7月21日撮影）

## 安曇野バスストップ
安曇野バスストップ（あづみのバスストップ）は、安曇野インターチェンジ内に併設されている高速バス停留所。
高速道路本線から料金所への分岐と合流の間に位置している。
東側と西側の料金所の脇から入る通路がある。
高速バス利用者向け有料のパークアンドライド駐車場がある。
本停留所に停車する高速バスは、旅客案内上の停留所名を「長野道安曇野」と案内している。2013年3月31日までは豊科バスストップであり、旅客案内上の停留所名は「長野道豊科」であった。

### 停車する路線
- 名古屋 - 長野線（アルピコ交通・名鉄バス）
桃花台BS - 安曇野BS - 姨捨BS
- 長野 - TDR・成田空港線（アルピコ交通・成田空港交通）
松本バスターミナル - 安曇野BS - 長野インター前
- 飯田 - 長野線（みすずハイウェイバス、アルピコ交通・伊那バス・信南交通）
松本BS - 安曇野BS - 明科BS
- 松本 - 長野線（アルピコ交通）
松本インター前 - 安曇野BS - 明科BS
- 安曇野・松本 - 京都・大阪線（トラビスジャパン）
トラビス松本インター西 - 安曇野BS - 明科BS

## 隣
E19 長野自動車道
(4) 松本IC - (4-1) 梓川SA/SIC - (5) 安曇野IC - (5-1) 筑北SIC - 筑北PA - (6) 麻績IC